# バーンサパーンヤイ駅
バーンサパーンヤイ駅（バーンサパーンヤイえき、タイ語:สถานีรถไฟบางสะพานใหญ่）は、タイ王国中部プラチュワップキーリーカン県バーンサパーン郡にある、タイ国有鉄道南本線の駅である。

## 概要
プラチュワップキーリーカン県の人口約7万人が暮らすバーンサパーン郡にある。駅の正面側は東向きであり、町の中心部に位置する。二等駅であり1日に24本（12往復）の列車が発着する。内訳は特急4往復、急行2往復、快速5往復、普通1往復である。
クルンテープ駅から392.57km地点に位置し、特急列車利用で5時間15分程度である。

## 歴史
南本線は旧トンブリー駅-ペッチャブリー駅間が1903年6月19日に開業したのを皮切りに南北3か所（ペッチャブリー駅、ソンクラー駅、カンタン駅）より同時に延伸工事が開始され、当駅はペッチャブリー駅側からの工事分として1915年3月15日に終点として開業した。開業して18箇月後の1916年9月1日に、チュムポーン駅まで延伸開業し途中駅となったと同時に南北からの工事がつながった。 
- 1915年3月15日：南本線バーンクルット駅 - 当駅間開通に伴い開業。
- 1916年9月1日：南本線がチュムポーン駅まで延伸され、途中駅となる。

## 駅構造
単式及び島式1面の複合型ホーム2面2線をもつ地上駅であり、駅舎はホームに面している。